# Paramonacanthus cryptodon
Paramonacanthus cryptodon — вид скелезубоподібних риб родини Єдинорогові (Monacanthidae).

## Поширення
Морський, демерсальний, тропічний вид. Поширений на коралових рифах на заході Тихого океану біля берегів Таїланду, Малайзії, Філіппін, острова Сулавесі.

## Опис
Дрібна рибка завдовжки до 7 см.